# Christer Nylund
Christer Nylund (* 30. Oktober 1965 in Härnösand) ist ein schwedischer Curler. 
Sein internationales Debüt hatte Nylund bei der Juniorenweltmeisterschaft 1985 in Perth, er blieb aber ohne Medaille. 
Nylund spielte als Lead der schwedischen Mannschaft bei den XV. Olympischen Winterspielen 1988 in Calgary im Curling. Die Mannschaft von Skip Dan-Ola Eriksson belegte den fünften Platz.